# Lenny Kravitz
Leonard Albert «Lenny» Kravitz, nascut a Nova York (Estats Units) el 26 de maig de 1964, és un cantant popular, compositor, multiinstrumentista i productor, l'estil retro del qual incorpora elements del blues, rock, soul, funk, reggae,  hard rock,  psychedelic, folk i balada.
A més de ser la veu principal i les de suport, sovint toca totes les guitarres, baix, bateria, teclats i percussió ell mateix quan grava. Lenny va guanyar el premi Grammy al Best Male Rock Vocal Performance, quatre anys seguits, de 1999 a 2002; i està situat en la 93a posició dels «100 millors artistes d'Hard Rock» de VH1.
Lenny Kravitz ha venut uns vint milions de discs a tot el món.

## Biografia
A la recerca de l'èxit musical, adopta el sobrenom de "Romeo Blue", donada la seva admiració pel també cantant Prince, però no va aconseguir cap contracte musical amb cap casa discogràfica i decideix tornar a Nova York.
El 1987 es casa amb l'actriu Lisa Bonet, amb la qual té una filla anomenada Zoe. Aquesta relació es va trencar quatre anys després, vivint Zoe actualment amb el seu pare.
Durant el temps que va durar aquest matrimoni, Lenny Kravitz decideix abandonar el look Prince i busca inspiració en grans rockers dels 60 i 70, com Led Zeppelin, Queen, Jimi Hendrix, Stevie Wonder i Curtis Mayfield.
Llavors és quan Virgin es fixa en ell i edita el seu primer àlbum Let Love Rule, aconseguint tot un nombre un en les llistes d'èxits i iniciant una prometedora carrera, que continua en l'actualitat.
En el 2004, va rebre la seva sisena nominació als Grammy en aquesta categoria per "If I Could Fall IN Love" del seu sisè àlbum d'estudi, Lenny. L'atractiu de Kravitz ha estat reconegut també pels seus col·legues de professió; les seves col·laboracions són tan variades com les seves pròpies influències, havent treballat amb Madonna, Slash, Aerosmith, Jay-z N.E.R.D., Mick Jagger, P. Diddy i Alicia Keys.
El 2008 publica el disc It's time for a Love Revolution que ha aconseguit collir diversos Discs d'Or en diferents punts del globus, com en Espanya, els Estats Units i el Regne Unit. El seu hit més famós de l'àlbum és I'll be Waiting, però per a Amèrica Llatina el hit és "Love love love". Encara que durant la seva carrera s'ha mantingut amb Virgin entre els cinc primers de cada rànquing en tots seus senzills comercials editats per a televisió.
El dia 5 de juliol va actuar a Bilbao en el festival Bbk live, i el 7 de juliol de 2008 a Madrid, tancant el festival Rock in Rio.

## Discografia

### Discos
| Any  | Títol                                                   | Data de Llançament                      |
| ---- | ------------------------------------------------------- | --------------------------------------- |
| 1989 | Let Love Rule                                           | 1 de setembre del 1989                  |
| 1991 | Mama Said                                               | 2 d'abril del 1991                      |
| 1993 | Are You Gonna Go My Way                                 | 9 de març del 1993                      |
| 1994 | Lenny Kravitz Unplugged                                 | M.., 1994                               |
| 1995 | Circus                                                  | 12 de setembre del 1995                 |
| 1998 | 5                                                       | 12 de maig del 1998 (rellançament 1999) |
| 2000 | Greatest Hits                                           | 24 d'octubre del 2000                   |
| 2001 | Lenny                                                   | 30 d'octubre del 2001                   |
| 2004 | Baptism                                                 | 18 de maig del 2004                     |
| 2008 | It Is Time For A Love Revolution                        | 5 de febrer del 2008                    |
| 2009 | Lenny Kravitz - Let Love Rule (20 Th Anniversary Deluxe | abril del 2009                          |
| 2011 | Black and White America                                 | 29 d'agost del 2011                     |
| 2014 | Strut                                                   |                                         |
| 2018 | Raise Vibration                                         |                                         |
| 2024 | Blue Electric Light                                     |                                         |

## Senzills
| Any  | Cançó                                                        | Disc                                                          |
| ---- | ------------------------------------------------------------ | ------------------------------------------------------------- |
| 1989 | "Spirit of the Forest"                                       | Spirit of the Forest - Brazilian rainforest benefit           |
| 1989 | "Let Love Rule"                                              | Let Love Rule                                                 |
| 1990 | "I Built this Garden for Us"                                 | Let Love Rule                                                 |
| 1990 | "Mr. Cab Driver "                                            | Let Love Rule                                                 |
| 1991 | "Always on the Run"                                          | Mama Said                                                     |
| 1991 | "It Ain't Over 'Til It's Over'                               | Mama Said                                                     |
| 1991 | "Fields of Joy"                                              | Mama Said                                                     |
| 1991 | "Stand by My Woman"                                          | Mama Said                                                     |
| 1991 | "What The Fuck Are We Saying? "                              | Mama Said                                                     |
| 1991 | "Stop Draggin" Around"                                       | Mama Said                                                     |
| 1991 | "What Goes Around Comes Around"                              | Mama Said                                                     |
| 1993 | "Are You Gonna Go My Way"                                    | Are You Gonna Go My Way                                       |
| 1993 | "Believe"                                                    | Are You Gonna Go My Way                                       |
| 1993 | "Heaven Help"                                                | Are You Gonna Go My Way                                       |
| 1993 | "Is There Any Love in Your Heart"                            | Are You Gonna Go My Way                                       |
| 1993 | "Heaven Help" / "Spinning Around Over You"                   | Are You Gonna Go My Way (No al Disc)                          |
| 1995 | "Rock and Roll Is Dead"                                      | Circus                                                        |
| 1995 | "Circus"                                                     | Circus                                                        |
| 1996 | "Can't Get You Off My Mind"                                  | Circus                                                        |
| 1996 | "The Resurrection"                                           | Circus                                                        |
| 1998 | "I Belong to You"                                            | 5                                                             |
| 1998 | "If You Can't Say No"                                        | 5                                                             |
| 1998 | "Thinking of You"                                            | 5                                                             |
| 1999 | "Fly Away"                                                   | 5                                                             |
| 1999 | "Black Velveteen"                                            | 5                                                             |
| 1999 | "American Woman                                              | Austin Powers: The Spy Who Shagged Me (banda sonora original) |
| 2000 | "Again"                                                      | Greatest Hits                                                 |
| 2001 | "Dig IN "                                                    | Lenny                                                         |
| 2002 | "Stillness of Heart"                                         | Lenny                                                         |
| 2002 | "Believe IN Me"                                              | Lenny                                                         |
| 2002 | "If I Could Fall in Love"                                    | Lenny                                                         |
| 2004 | "Show Me Your Soul" (amb P. Diddy, Loon & Pharrell Williams) | Bad Boys II (banda sonora original)                           |
| 2004 | "Where Are We Runnin"?                                       | Baptism                                                       |
| 2004 | "Califòrnia"                                                 | Baptism                                                       |
| 2004 | "Storm" (amb Jay-Z)                                          | Baptism                                                       |
| 2005 | "Calling All Angels"                                         | Baptism                                                       |
| 2005 | "Lady"                                                       | Baptism                                                       |
| 2005 | "Breathe" (Només descàrrega)                                 | Únicament per descàrrega                                      |
| 2007 | "Bring It On"                                                | It Is Time for a Love Revolution                              |
| 2007 | "I'll Be Waiting"                                            | It Is Time for a Love Revolution                              |
| 2008 | "Love Love Love"                                             | It Is Time for a Love Revolution                              |
| 2008 | "Love Revolution"                                            | It Is Time for a Love Revolution                              |
| 2011 | "Come On Get It"                                             | Black and White America                                       |
| 2011 | "Stand"                                                      | Black and White America                                       |
| 2011 | "Rock Star City Life"                                        | Black and White America                                       |

## Gires
- Universal Love Tour
- Circus Tour
- The Freedom Tour
- Lenny Tour
- The Baptism Tour

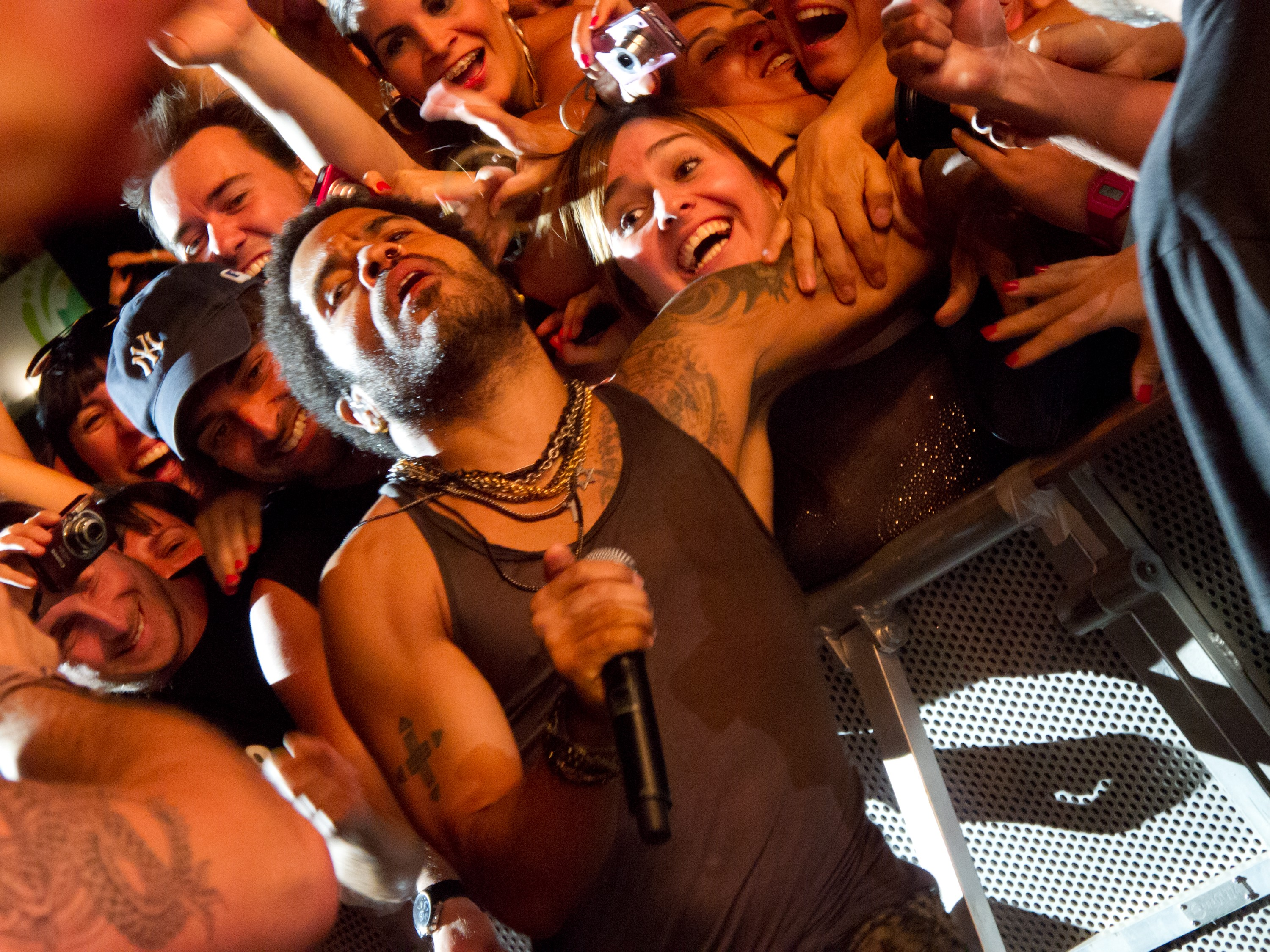
Lenny Kravitz amb els seus fans en un concert a Rock in Rio Madrid 2012.

- Electric Church Tour: One Night Only
- Get On The Bus Mini-Tour
- Love Revolution Tour (2008)
- Rock in Rio
- Llr 20 (09) Tour (2009)

## Filmografia
- Els jocs de la fam (2012)
- Precious (2009)
- Zoolander (2001)